# Johann Ludwig von Elderen
Johann Ludwig von Elderen (fr. Jean-Louis d’Elderen) (* 29. September 1620 in Tongern; † 1. Februar 1694 in Lüttich) war von 1688 bis 1694 Fürstbischof von Lüttich. 

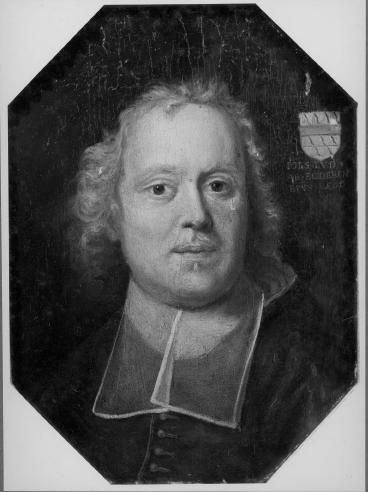
Johann Ludwig van Elderen

## Leben
Er stammte aus der Linie Elderen des alten Adelsgeschlecht Renesse.
Er trat in den geistlichen Stand ein, war seit 1636 Domherr im Lütticher Domkapitel und wurde 1670 zum Priester geweht. Elderen wurde 1669 Domdekan in Lüttich. Nach dem Tod von Maximilian Heinrich von Bayern im Jahr 1688 war die Nachfolge in Lüttich ähnlich wie in Köln zwischen einer französisch und einer antifranzösischen Partei umstritten. Auch in Lüttich unterlag die französische Partei mit der Wahl von Johann Ludwig.
Die Wahl fiel in die Zeit des beginnenden Pfälzischen Erbfolgekrieges zwischen Ludwig XIV. und einer großen Koalition, der auch das Heilige Römische Reich angehörte. Das Hochstift war als Teil des Reiches in Grenzlage besonders gefährdet. Das Land wurde fast vollständig französisch besetzt. Daher versuchte van Elderen sich neutral zu verhalten. Er unterzeichnete mit Frankreich 1689 ein Neutralitätsabkommen. Die Niederländer haben diese Erklärung nicht anerkannt und marschierten im Hochstift ein. Sie bedrohten die Hauptstadt und zwangen Johann Ludwig zum Eintritt in die antifranzösische Allianz. In der Folge wurde das Hochstift von den Franzosen verheert und die Stadt Lüttich durch Bombardement stark zerstört. Während des Krieges starb Johann Ludwig von Elderen. Er wurde in der während der französischen Revolution zerstörten Kathedrale von Lüttich bestattet.